# Söderköpings kommun
Söderköpings kommun är en kommun i Östergötlands län. Centralort är Söderköping.
Landskapet varierar i olika delar av kommunen. I öster finns en omfattande skärgård, i norr finns en kraftig förkastning. Genomgående är kommunen småkullig. Turistnäringen har under lång tid varit viktig för det privata näringslivet, vilket kan härledas till det geografiska läget vid Göta kanal och Sankt Annas skärgård. 
Sedan kommunen bildades har befolkningstrenden varit positiv, i synnerhet fram till mitten av 1990-talet. Kommunen har en tradition av Alliansstyre.

## Administrativ historik
Kommunens område motsvarar socknarna Börrum, Drothem, Gårdeby, Mogata, Sankt Anna, Skällvik, Skönberga, Västra Husby och Östra Ryd. I dessa socknar bildades vid kommunreformen 1862 landskommuner med motsvarande namn. I området fanns även Söderköpings stad som 1863 bildade en stadskommun.
Vid kommunreformen 1952 bildades "storkommunerna" Aspveden (av de tidigare kommunerna Gårdeby , Västra Husby och Östra Ryd) och Stegeborg (av Börrum, Mogata, Sankt Anna och Skällvik) medan landskommunerna Drothem och Skönberga uppgick i Söderköpings stad.
Söderköpings kommun bildades vid kommunreformen 1971 av Söderköpings stad och Aspvedens landskommun. 1974 införlivades Stegeborgs kommun.
Kommunen ingår sedan bildandet i Norrköpings domsaga.

## Geografi
Kommunen är belägen i landskapet Östergötlands östra del med kust mot Östersjön och Sankt Anna skärgård. Den gränsar i söder mot Valdemarsviks och Åtvidabergs kommuner, i väster mot Linköpings kommun och i norr mot Norrköpings kommun.

### Topografi och hydrografi
Landskapet varierar i olika delar av kommunen. I öster finns en omfattande skärgård, i norr finns en kraftig förkastning i öst–västlig riktning som genomkorsar urberget. Den småkulliga terrängen utgörs av höjder, vilka är beväxta med skog, som är ett tjugotal meter högre än sänkorna däremellan. I dalgångarna finns stora öppna områden med odlingsmark, de största återfinns kring Västra Husby och centralorten. Sankt Annas skärgård kan delas in i tre delar – innerskärgård, mellanskärgård och ytterskärgård. Den inre delen inkluderar skog och odlingsmark, mellandelen domineras av hällmarkstallskog och den yttre delen är örik  med kalspolade hällar.

### Naturskydd
År 2022 fanns 19 naturreservat i kommunen, varav ett flertal var klassade som Natura 2000-områden. Exempel på sådana är  Herrborum, Sankt Anna och Vänsö.
Ramshults tallskogar, som bildades 2019, sträcker sig över till Valdemarsviks kommun och inkluderar gammelskog och den hotade arten garnlav. Delar av reservatet Uggelö är förbjudna att beträda under en stor del av året, men har stort naturvärde på grund av det rika djurlivet. Förutom djuren inkluderar reservatet exempelvis flera hundra år gammal skog.

### Administrativ indelning

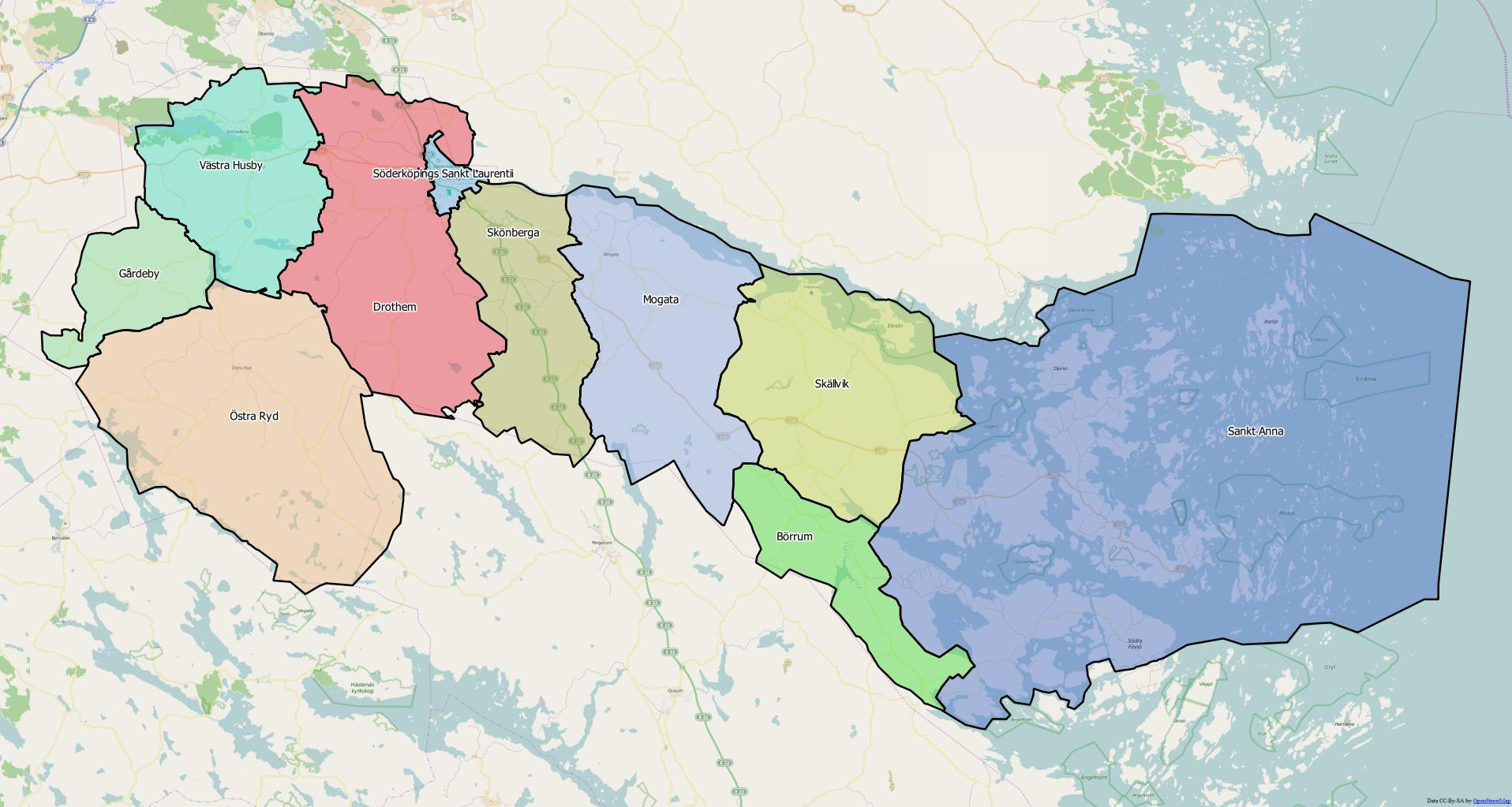
Distrikt inom Söderköpings kommun

Fram till 2016 var kommunen för befolkningsrapportering indelad i Söderköping S:t Anna församling och Östra Ryds församling.
Från 2016 indelas kommunen istället i 10 distrikt – Börrum, Drothem, Gårdeby, Mogata, Sankt Anna, Skällvik, Skönberga, Söderköpings Sankt Laurentii, Västra Husby och Östra Ryd. 

### Tätorter
| Nr | Tätort       | Befolkning 2015 |
| -- | ------------ | --------------- |
| 1  | Söderköping  | 7 418           |
| 2  | Västra Husby | 488             |
| 3  | Östra Ryd    | 477             |
| 4  | Snöveltorp   | 423             |
| 5  | Mogata       | 296             |
| 6  | Luddingsbo   | 215             |

## Styre och politik

### Styre
Söderköpings kommun har en tradition av Alliansstyre. Under mandatperioden 2014 till 2018 förlorade dock Alliansen majoriteten och kommunen styrdes istället av en regnbågskoalition mellan Miljöpartiet, Moderaterna och Socialdemokraterna. Mandatperioden 2018 till 2022 fick dock Alliansen återigen majoritet och styr kommunen. Läget inom lokalpolitiken beskrevs efter valet 2022 som "besvärligt". Alliansen förlorade den egna majoriteten i valet samtidigt som det nya vågmästarpartiet Söderköpingsinitiativet inte ville sitta i en styrande koalition. I oktober presenterades dock en blocköverskridande styrande  koalition bestående av Socialdemokraterna, Moderaterna och Kristdemokraterna.

### Kommunfullmäktige

#### Presidium
| Presidium 2022–2026    | Presidium 2022–2026 | Presidium 2022–2026  |
| ---------------------- | ------------------- | -------------------- |
| Ordförande             | KD                  | Anders Eksmo         |
| Förste vice ordförande | M                   | Gunwor Wissmar Skoog |
| Andre vice ordförande  | SD                  | Jörgen Petersson     |

#### Mandatfördelning 1970–2022
| 17 | 11 | 4 |  | 6 |

| 34 |

| 17 | 17 | 3 |  | 7 |

| 41 |

| 17 | 16 | 3 |  | 8 |

| 35 | 10 |

|  | 16 | 15 | 3 |  | 9 |

| 34 | 11 |

|  | 17 |  | 12 | 2 |  | 11 |

| 30 | 15 |

|  | 16 |  | 13 | 4 |  | 9 |

| 30 | 15 |

|  | 16 | 3 | 13 | 4 |  | 7 |

| 27 | 18 |

|  | 13 | 2 | 2 | 11 | 3 | 3 | 10 |

| 32 | 13 |

| 2 | 17 | 3 | 10 | 2 |  | 10 |

| 27 | 18 |

| 3 | 15 | 2 | 7 | 2 | 4 | 12 |

| 30 | 15 |

| 3 | 16 | 2 | 7 | 3 | 3 | 11 |

| 27 | 18 |

| 2 | 13 | 2 | 7 | 2 | 3 | 10 |

| 21 | 18 |

| 2 | 11 | 3 |  | 6 | 3 | 2 | 11 |

| 25 | 14 |

| 2 | 13 | 3 | 3 | 5 | 2 | 2 | 9 |

| 25 | 14 |

| 3 | 8 |  | 5 |  | 7 | 3 | 3 | 8 |

| 22 | 17 |

| 2 | 8 |  | 8 | 2 | 4 | 2 | 3 | 9 |

| 24 | 15 |

### Nämnder

#### Kommunstyrelse
Kommunstyrelsen i Söderköpings kommun består av 13 ordinarie ledamöter. Under kommunstyrelsen finns en personalpolitisk beredning.
| Presidium 2022–2026    | Presidium 2022–2026 | Presidium 2022–2026 |
| ---------------------- | ------------------- | ------------------- |
| Ordförande             | M                   | Martin Sjölander    |
| Förste vice ordförande | S                   | Tuula Ravander      |
| Andre vice ordförande  | C                   | Ulric Nilsson       |

#### Övriga nämnder
| Nämnd                        | Ordförande | Ordförande         | Vice ordförande | Vice ordförande    | Andre vice ordförande | Andre vice ordförande |
| ---------------------------- | ---------- | ------------------ | --------------- | ------------------ | --------------------- | --------------------- |
| Barn- och utbildningsnämnden | S          | Anders Bevemyr     | M               | Michael Danielsson | C                     | Caroline Gustafsson   |
| Samhällsbyggnadsnämnden      | M          | Anwar Samuelsson   | S               | Kenneth Johansson  | SD                    | Ann-Britt Rangefelt   |
| Socialnämnden                | KD         | Evelina Nilsson    | M               | Bengt Svensson     | SD                    | Emmeli Pernu          |
| Valnämnden                   | KD         | Bengt-Ove Karlsson | M               | Eva Cox            | C                     | Thomas Karlberg       |
| Överförmyndarnämnden         | M          | Börje Natanaelsson | S               | Gunweig Svensson   |                       |                       |

### Valresultat 2022
| Parti                            | Valdistrikt       | Valdistrikt | Kommun  |
| Parti                            | Starkaste         | Andel       | Andel   |
| -------------------------------- | ----------------- | ----------- | ------- |
| M                                | Sankt Anna–Börrum | 26,65 %     | 22,61 % |
| SD                               | Skällvik–Mogata   | 24,76 %     | 19,98 % |
| S                                | Bossgård          | 23,29 %     | 19,78 % |
| C                                | Östra Ryd         | 23,24 %     | 10,88 % |
| KD                               | Östra Ryd         | 10,33 %     | 7,06 %  |
| V                                | Bossgård          | 9,22 %      | 6,02 %  |
| L                                | Drothem           | 5,87 %      | 4,65 %  |
| SI                               | Drothem           | 6,41 %      | 4,24 %  |
| MP                               | Drothem           | 4,02 %      | 2,93 %  |
| LPo                              | Skällvik–Mogata   | 5,77 %      | 1,52 %  |
| Data hämtat från Valmyndigheten. |                   |             |         |

Exklusive uppsamlingsdistrikt. Partier som fått mer än en procent av rösterna i minst ett valdistrikt redovisas.

## Ekonomi och infrastruktur

### Näringsliv
I början av 2020-talet var kommunen den största enskilda arbetsgivaren. Turistnäringen har under lång tid varit viktig för det privata näringslivet, vilket kan härledas till det geografiska läget vid Göta kanal och Sankt Annas skärgård. Men också till exempelvis Söderköpings brunn som numer bedriver konferens- och hotellverksamhet. Inom tillverkningsindustrin finns många småföretag  inom branscherna som exempelvis elektronik samt värme och ventilation. Modine Söderköping AB, som tillverkar värmeväxlare, var den största verkstadsindustrin.

### Infrastruktur

#### Transporter
Mellersta delen av kommunen genomkorsas av Europaväg 22, vilken löper från söder till norr. Från öst till väst går Länsväg 210. Genom norra delen av kommunen går Göta kanal, med slussar i Söderköping och  Tegelbruket.

#### Utbildning
År 2022 fanns åtta kommunala grundskolor och två fristående. Förutom den kommunala gymnasieskolan Nyströmska skolan har kommunen även "samverkansavtal med samtliga kommuner i Östergötland, Tranås och Landstinget kring gymnasieutbildning".
År 2021 var andelen personer i åldersgruppen 25-64 år med minst tre års eftergymnasial utbildning 21,5 procent, vilket var lägre än genomsnittet för riket där motsvarande siffra var 29,6 procent.

## Befolkning

### Demografi

#### Befolkningsutveckling
Kommunen har 14 789 invånare (31 december 2024), vilket placerar den på 162:a plats avseende folkmängd bland Sveriges kommuner.
| Befolkningsutvecklingen i Söderköpings kommun 1970–2020 | Befolkningsutvecklingen i Söderköpings kommun 1970–2020 | Befolkningsutvecklingen i Söderköpings kommun 1970–2020 | Befolkningsutvecklingen i Söderköpings kommun 1970–2020 | Befolkningsutvecklingen i Söderköpings kommun 1970–2020 |
| ------------------------------------------------------- | ------------------------------------------------------- | ------------------------------------------------------- | ------------------------------------------------------- | ------------------------------------------------------- |
|                                                         |                                                         |                                                         |                                                         |                                                         |
| År                                                      |                                                         |                                                         | Folkmängd                                               |                                                         |
| 1970                                                    | 1970                                                    |                                                         | 9 639                                                   |                                                         |
| 1975                                                    | 1975                                                    |                                                         | 10 338                                                  |                                                         |
| 1980                                                    | 1980                                                    |                                                         | 11 467                                                  |                                                         |
| 1985                                                    | 1985                                                    |                                                         | 12 339                                                  |                                                         |
| 1990                                                    | 1990                                                    |                                                         | 13 351                                                  |                                                         |
| 1995                                                    | 1995                                                    |                                                         | 13 911                                                  |                                                         |
| 2000                                                    | 2000                                                    |                                                         | 13 936                                                  |                                                         |
| 2005                                                    | 2005                                                    |                                                         | 14 025                                                  |                                                         |
| 2010                                                    | 2010                                                    |                                                         | 14 024                                                  |                                                         |
| 2015                                                    | 2015                                                    |                                                         | 14 240                                                  |                                                         |
| 2020                                                    | 2020                                                    |                                                         | 14 616                                                  |                                                         |

## Kultur

### Kulturarv
Från stenåldern har enstaka fornfynd hittats i kommunen, så som stenyxor och flintavslag men inga bosättningsplatser. Ett exempel är en stenyxa, formad som ett djurhuvud, som återfanns i Östra Ryd och numer visas på Historiska museet. Andra föremål som visas på museet, men hittades i kommunen, är en guldhalsring som är daterad till järnåldern och en runsten som även den är daterad till järnåldern.
I kommunen finns ett stort antal gravrösen samt ett antal bosättningar och hällristningar, vilka tillkom under bronsåldern. Från järnåldern finns än fler gravfält och gravar i kommunen. Dessutom har omkring 16 fornborgar i kommunen dateras till järnåldern.

### Kommunsymboler

#### Kommunvapen
Blasonering: I blått fält tre balkar av silver, åtföljda av åtta sexuddiga stjärnor av guld ordnade 1.3.3.1.
Motivet kommer från ett sigill från 1430-talet. Vapnet fastställdes för Söderköpings stad av Kungl. Maj:t år 1946. Efter kommunbildningen valdes den namngivande enhetens vapen även för den nya kommunen, och det registrerades hos PRV 1975. Stegeborgs kommun hade ett eget vapen, utarbetat 1956.

Stegeborgs landskommun/kommun (1956–1973)

#### Kommunfågel
År 2014 valde Östergötlands ornitologiska förening (Ögof) ut en fågel per kommun i länet. Där Söderköpings kommun direkt nappade. Svärta blev Söderköpings kommunfågel.